# Глендейл (Каліфорнія)
Глендейл (англ. Glendale) — місто (англ. city) в США, в окрузі Лос-Анджелес штату Каліфорнія. Північне передмістя Лос-Анджелеса. Населення — 196 543 особи (2020).
Різноманітна промисловість (15 тис. зайнятих), провідна галузь — авіаракетна. Має переважно вірменське населення.

## Географія
Глендейл розташований за координатами 34°10′53″ пн. ш. 118°14′45″ зх. д. / 34.18139° пн. ш. 118.24583° зх. д. (34.181393, -118.245830).  За даними Бюро перепису населення США в 2010 році місто мало площу 79,21 км², з яких 78,87 км² — суходіл та 0,34 км² — водойми.

### Клімат
| Клімат : Ґлендейл       | Клімат : Ґлендейл | Клімат : Ґлендейл | Клімат : Ґлендейл | Клімат : Ґлендейл | Клімат : Ґлендейл | Клімат : Ґлендейл | Клімат : Ґлендейл | Клімат : Ґлендейл | Клімат : Ґлендейл | Клімат : Ґлендейл | Клімат : Ґлендейл | Клімат : Ґлендейл | Клімат : Ґлендейл |
| Показник                | Січ.              | Лют.              | Бер.              | Квіт.             | Трав.             | Черв.             | Лип.              | Серп.             | Вер.              | Жовт.             | Лист.             | Груд.             | Рік               |
| Абсолютний максимум, °C | 33,9              | 33,3              | 35,6              | 40,6              | 38,9              | 43,3              | 43,3              | 41,7              | 43,3              | 42,2              | 36,7              | 33,9              | 43,3              |
| Середній максимум, °C   | 20,0              | 21,1              | 21,7              | 24,4              | 25,6              | 28,9              | 31,7              | 32,8              | 31,7              | 28,3              | 23,3              | 20,0              | 25,8              |
| Середній мінімум, °C    | 6,7               | 7,8               | 8,3               | 10,0              | 11,7              | 13,9              | 16,1              | 16,7              | 16,1              | 12,8              | 8,9               | 6,7               | 11,3              |
| Абсолютний мінімум, °C  | −5                | −8,3              | −5                | 1,1               | 2,8               | 5,0               | 7,2               | 8,9               | 6,7               | 2,8               | −1,7              | −3,3              | −8,3              |
| Норма опадів, мм        | 114               | 127               | 111               | 31                | 11                | 5                 | 1                 | 5                 | 12                | 17                | 38                | 62                | 534               |
| ----------------------- | ----------------- | ----------------- | ----------------- | ----------------- | ----------------- | ----------------- | ----------------- | ----------------- | ----------------- | ----------------- | ----------------- | ----------------- | ----------------- |
| Джерело:                |                   |                   |                   |                   |                   |                   |                   |                   |                   |                   |                   |                   |                   |

## Демографія
Згідно з переписом 2010 року, у місті мешкало 191 719 осіб у 72 269 домогосподарствах у складі 50 087 родин. Густота населення становила 2420 осіб/км².  Було 76269 помешкань (963/км²).
Расовий склад населення:
| - 71,1 % — білих - 16,4 % — азіатів - 1,3 % — чорних або афроамериканців - 0,3 % — корінних американців - 0,1 % — вихідців з тихоокеанських островів - 6,3 % — осіб інших рас |

До двох чи більше рас належало 4,5 %. Частка іспаномовних становила 17,4 % від усіх жителів.
За віковим діапазоном населення розподілялося таким чином: 18,6 % — особи молодші 18 років, 65,8 % — особи у віці 18—64 років, 15,6 % — особи у віці 65 років та старші. Медіана віку мешканця становила 41,0 року. На 100 осіб жіночої статі у місті припадало 91,1 чоловіків;  на 100 жінок у віці від 18 років та старших — 87,9 чоловіків також старших 18 років.
Середній дохід на одне домашнє господарство  становив 78 631 долар США (медіана — 52 574), а середній дохід на одну сім'ю — 87 973 долари (медіана — 62 543). Медіана доходів становила 50 354 долари для чоловіків та 46 650 доларів для жінок. За межею бідності перебувало 14,6 % осіб, у тому числі 18,0 % дітей у віці до 18 років та 15,1 % осіб у віці 65 років та старших.
Цивільне працевлаштоване населення становило 92 318 осіб. Основні галузі зайнятості: освіта, охорона здоров'я та соціальна допомога — 24,5 %, науковці, спеціалісти, менеджери — 12,5 %, роздрібна торгівля — 11,7 %.

## Бізнес
З 1964 року у Глендейлі розташовується міжнародна штаб-квартира International Karate Association.
З 2003 року у місті розташовується міжнародна штаб-квартира фонду «Дорога до щастя».
Також Глендейл відомий як місто, де 1945 року з'явилося перше у світі кафе-морозиво Baskin Robbins.

## Вірмени у Глендейлі

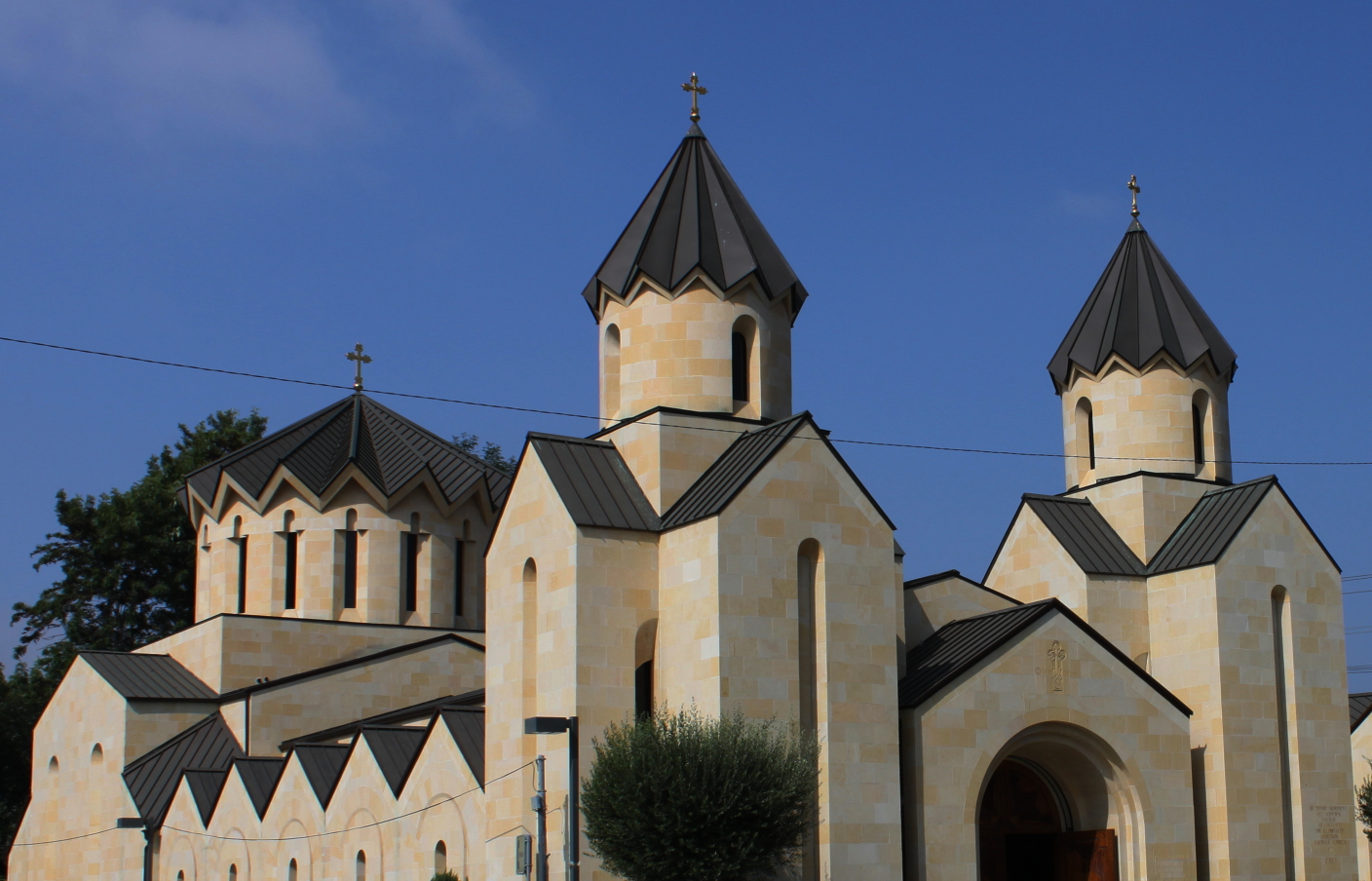
Вірменська католицька церква Св. Григорія в Глендейлі (2001)

Вірменські родини жили у місті від 1920 року, але зростання імміграції загострився у 1970-х роках. Вірмени США добре інтегровані у місті, і володіють багатьма підприємствами, декількома вірменськими школами, а також етнічними та культурними організаціями.
Глендейл має найвищий відсоток жителів вірменського походження, більшість з яких прибули до міста протягом останніх двох десятиліть. Місто Глендейл є домом для однієї з найбільших вірменських міських громад.
Відповідно до перепису населення США 2010 року, у місті проживає 65 343 вірмен, складових 34,1% від загальної чисельності населення, збільшившись з 1990 року, коли було 31 402 вірмен у місті.
Деякі члени вірменської рок-групи System of a Down також починали свою кар'єру в Глендейлі.
У місті серед інших також розташована Вірменська школа Чамляна.

## Меморіальний парк
З 1906 року у Глендейлі діє меморіальний парк Форест-Лаун, де покояться великі «зірки» Америки — Гамфрі Богарт, Волт Дісней, Кларк Гейбл, Елізабет Тейлор, Майкл Джексон, Мері Пікфорд та багато інших. Всього на кладовищі понад 250 тисяч поховань.

## Міста-побратими
- Капан, Вірменія
- Тлакепаке, Мексика
- Розаріто, Нижня Каліфорнія, Мексика
- Хіросіма, Японія
- Хіґаші-Осака, Японія

## Відомі люди

### Народилися
- Нейтан Кресс — кіноактор;
- Ей Мартінес — актор та співак;
- Ванеса Мартиросян — боксер;
- Джозеф Ган — ді-джей гурту Linkin Park, тернтейбліст та кліпмейкер;
- Армен Чакмакян — композитор[12], продюсер[13][14];
- Джулія Енн — порноакторка;
- Сью Гемілтон — фотомодель.
- Тім Метісон (* 1947) — американський актор, режисер та продюсер
- Джон Дебні (* 1956) — американський композитор кіно
- Пол Вокер (1973—2013)  — кіноактор
- Дарон Малакян (* 1975) — гітарист та продюсер гурту System of a Down, лідер гурту Scars on Broadway.

### Проживали
- Майк Мазуркі (Михайло Мазуркевич) — американський кіноактор, спортсмен, магістр мистецтв.

## Виноски
1. ↑  Річний дохід на особу, яка працювала на повну ставку. Оцінка в доларах 2015 року.